# Kaupinsaari (ö i Södra Savolax, S:t Michel, lat 61,51, long 28,13)
Kaupinsaari är en ö i Finland. Den ligger i sjön Saimen och i kommunen Puumala i den ekonomiska regionen  S:t Michel och landskapet Södra Savolax, i den södra delen av landet, 230 km nordost om huvudstaden Helsingfors. Öns area är 57,4 hektar och dess största längd är 1,2 kilometer i sydväst-nordöstlig riktning.